# Villosicoccus eucalypti
Villosicoccus eucalypti är en insektsart som beskrevs av Williams 1985. Villosicoccus eucalypti ingår i släktet Villosicoccus och familjen ullsköldlöss. Inga underarter finns listade i Catalogue of Life.